# Ayhan Tumani

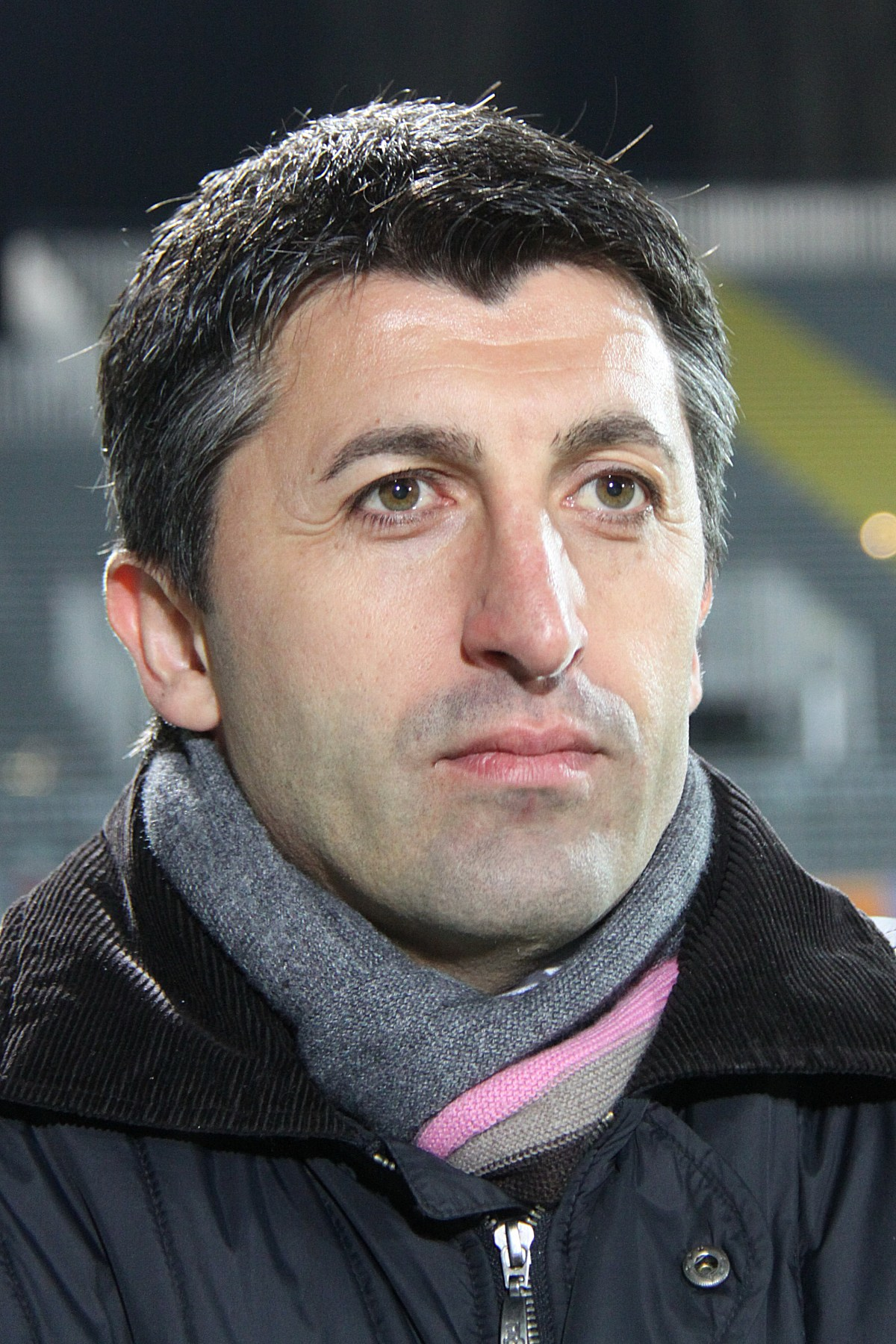
Ayhan Tumani

Ayhan Tumani (Antakya, 2 oktober 1971) is een Turks voormalig voetballer en huidig voetbaltrainer met tevens de Duitse nationaliteit.
Tumani is in Nederland vooral bekend van zijn tijd als aanvaller bij FC Volendam en N.E.C.. In de jeugd speelde hij bij FCE Augustdorf en FC Stukenbrock. Van 2005 tot en met 2007 werkte hıj als trainer van SV Wuppertal II en tegelijk als assistent-trainer van het eerste elftal
Hij volgde de cursus Coach Betaald Voetbal (Fussball-Lehrer-Ausbildung) op de Deutsche Sporthochschule in Keulen en hij is sinds 2009 in het bezit van de UEFA Pro Licence, het hoogste diploma in het trainersvak. Hij liep stage bij 1. FC Köln onder trainer Christoph Daum.
In het seizoen 2009/10 was hij assistent-trainer van Daum bij Fenerbahce SK in Turkije. In 2012 tekende hij een contract tot medio 2014 als assistent bij SK Sturm Graz.

## Clubs als speler
- jeugd: FCE Augustdorf en FC Stukenbrock
- 1992/94  SC Verl
- 1994/96:  Arminia Bielefeld 33 (5)
- 1996- 12/1997:  FC Volendam 34 (7)
- 01/1998- 99:  N.E.C. 34 (6)
- 1999/00:  Hannover 96 10 (0)
- 2000/02:  Hatayspor 42 (10)
- 2002/03 :  SSVg Velbert 02 13 (0)
- 2003:  Bonner SC 7 (1)
- 2003/05:  GFC Düren 09 63 (9)
- 2005-06 :  Wuppertaler SV Borussia II 5 (0)

## Clubs als coach
- 2003/05:  GFC Düren 09 (jeugd)
- 2006/08:  Wuppertaler SV Borussia assistent
- 2006/08:  Wuppertaler SV Borussia II hoofdcoach
- 2008/09:  1. FC Köln stagiair (DFB Akademie)
- 2009/10:  Fenerbahçe SK assistent
- 2012:  SK Sturm Graz assistent